# Atherina breviceps
Atherina breviceps is een straalvinnige vissensoort uit de familie van koornaarvissen (Atherinidae). De wetenschappelijke naam van de soort is voor het eerst geldig gepubliceerd in 1835 door Valenciennes.
De vis komt voor in de wateren rond Zuid-Afrika vanaf Walvisbaai in Namibië tot de grens met Mozambique.
In het Afrikaans heet hij het "Kaapse spierinkie". Het lijf is doorschijnend met een heldergele zijstreep en zwarte spikkeltjes op de bovenrug. De vis wordt tot 11 cm lang en leeft in scholen in riviermondingen en ondiep zanderig water langs de kust en eet voornamelijk plankton.